# Język giliański
Język giliański, gilaki (گیلکی نیویشتن) – język irański używany przez ok. 3 mln osób na południowych wybrzeżach Morza Kaspijskiego, zwłaszcza w irańskiej prowincji Gilan. Zapisywany jest pismem arabskim.